# Tympanoctomys
Tympanoctomys («віскачевий щур») — рід гризунів родини Віскашеві (Octodontidae).
Рід включає два сучасні види:
- Tympanoctomys barrerae — Рівнинний віскачевий щур

- Tympanoctomys kirchnerorum — Червоний віскачевий щур[1].

й один вимерлий вид, Tympanoctomys cordubensis.